# 肛門脱
肛門脱（こうもん・だつ）とは、肛門管が肛門を超えて、体外へ脱出する疾患のこと。脱肛（だっこう）ともいう。

## 概要
肛門管は元来体内にあり、肛門を超えて体外へ出ることはない。体外への脱出は異常であり、程度の軽重により治療が必要となることがある。

## 病理
通常、肛門管は周囲の支持組織により固定されているが、これが緩むことにより、当初は腹圧と共に、進行すると常時肛門管が体外に脱出してしまう。

## 検査
- 身体所見

視診、触診が主となる。
- 内視鏡

肛門鏡、大腸内視鏡などで、鑑別診断を除外していく（特にMPS：muco-prolapse syndrome）。

## 治療
軽症であれば、当帰建中湯の服薬や生活習慣の指導を行い、腹圧を上げないようにする。重症例では手術が必要となることもある。

## 参考図書
- 岩垂純一 著：実地医家のための肛門疾患診療プラクティス、永井書店 2007
- 幕内雅敏 監修、杉原健一 編集：大腸・肛門外科の要点と盲点 第2版 Knack & Pitfalls、文光堂 2005